# Nestor Vera
Nestor Vera (Ribeirão Preto, 19 de maio de 1915 – Belo Horizonte, abril de 1975) foi integrante do Comitê Central do Partido Comunista Brasileiro (PCB), Secretário Geral da União dos Lavradores e Trabalhadores Agrícolas do Brasil (ULTAB), tesoureiro da primeira diretoria da Confederação Nacional dos Trabalhadores na Agricultura (Contag) e redator do jornal Terra Livre. É considerado um dos maiores nomes do movimento sindical no campo brasileiro. 
É um dos casos investigados pela Comissão da Verdade, um colegiado organizado pelo governo do Brasil para apurar mortes e desaparecimentos ocorridos durante a ditadura militar brasileira. 

## Biografia
Nascido em 19 de maio de 1915 em Ribeirão Preto, São Paulo, Nestor Vera é filho dos imigrantes andaluzes Pillar Velasques e Manoel Vera. Nestor se casou com Maria Miguel Dias em 1938, com quem teve cinco filhos. De origem camponesa, Nestor Vera se engajou politicamente no movimento sindical no campo brasileiro. Assumiu o cargo de Secretário Geral da União dos Lavradores e Trabalhadores Agrícolas do Brasil (ULTAB) e foi tesoureiro da primeira diretoria da Confederação Nacional dos Trabalhadores na Agricultura em 1963, ano em que a entidade sindical foi fundada.
Ao lado de Francisco Julião, Armênio Guedes, Dinarco Reis e Alberto Passos Guimarães, Nestor Vera fez parte da comissão sobre reforma agrária no congresso camponês, em que foi um dos organizadores, em Belo Horizonte em 1961. O texto Declaração do I Congresso Nacional dos Lavradores e Trabalhadores Agrícolas, referente ao caráter da reforma agrária no Brasil, foi originado por meio dessa comissão. Em 1964, como representante do PCB, realizou cursos de formação política em Moscou, na Rússia. 
Nestor Vera também trabalhou como jornalista, sendo redator do jornal Terra Livre, lançado pelo Partido Comunista Brasileiro (PCB) em 1949. O foco da publicação era o movimento camponês e as questões do trabalhador rural. Assim como Lindolfo Silva, Nestor Vera é considerado um dos maiores nomes da emergência do movimento sindical no campo brasileiro.
No Comitê Central do Partido Comunista Brasileiro (PCB), Nestor era o principal responsável pelo setor camponês desse partido. Em 1964, ano que foi instaurado o Regime militar no Brasil, Nestor Vera foi cassado pelo Ato Institucional Número Um, tendo seus direitos políticos por dez anos. Em 1966, por meio da Lei de Segurança Nacional, foi condenado a cinco anos de reclusão no processo que ficou conhecido como "Caderneta de Prestes". Nestor Vera passou a viver na clandestinidade, utilizando nome e sobrenome falsos, assim como a esposa e os filhos.

## Desaparecimento
Nestor Vera desapareceu em 1º de abril de 1975 em frente a uma drogaria na Avenida Olegário Maciel, em Belo Horizonte. Esse episódio foi visto pelo dono de uma banca de revista, que também era integrante do Partido Comunista. As circunstâncias de seu desaparecimento indicam que ele foi sequestrado em consequência da "Operação Radar", uma grande ofensiva do Exército, iniciada em 1973, para dizimar a direção do PCB. A denúncia foi feita por Luís Carlos Prestes, dirigente máximo do PCB. O seu nome faz parte de uma lista de desaparecidos políticos anexa à Lei nº 9.140/95.

## Morte
Não houve notícias sobre Nestor até 2012, através do livro Memórias de uma Guerra Suja, quando informações além do desaparecimento de Nestor Vera foram divulgadas. De acordo com relatos de Cláudio Guerra, ex-delegado do Departamento de Ordem Política e Social (DOPS), presentes no livro, Nestor Vera foi sequestrado e posteriormente torturado na Delegacia de Roubos e Furtos de Belo Horizonte.
Cláudio Guerra admitiu ter assassinado e ocultado o cadáver Nestor em abril de 1975 na companhia de mais dois agentes da repressão. Além disso, ele deu pistas sobre os responsáveis por seu sequestro ao afirmar que ele foi preso na Delegacia de Furtos de Belo Horizonte.
Nas palavras de Guerra: “Foi em Belo Horizonte. Nestor Veras tinha sido muito torturado e estava agonizando. Eu lhe dei o tiro de misericórdia, na verdade dois, um no peito e outro na cabeça. Quem mais participou da execução? Bem, os detetives investigadores Joãozinho Metropol e Saraiva estavam comigo. Nestor Veras já estava preso na Delegacia de Furtos em Belo Horizonte. Ele estava bem machucado. Após tirá-lo de lá, o levamos para uma mata e demos os tiros de misericórdia. Foi enterrado por nós.”
“Matei um, mas ajudei a enterrar outros dois. Estamos falando de Nestor Vera, em abril de 1975. Ele é um dos três que eliminamos numa mata, próximo a BH, na estrada para Itabira. Os três foram enterrados no mesmo lugar, em covas diferentes, uma ao lado da outra, um num dia e dois em outro. Além de Veras, desconheço os nomes dos demais. Lembro-me deste porque dei o tiro de misericórdia, afinal, ele havia sido torturado e estava moribundo, relata” - trecho retirado do livro Memórias de uma Guerra Suja.
Em maio de 2012 Guerra indicou para agentes da Polícia Federal o provável local de execução e enterramento de Nestor Vera. As buscas no local, no entanto, ainda não se revelaram conclusivas. 

## Homenagem
Uma rua no bairro Serra Verde, localizado em Belo Horizonte, foi batizada com o nome de Nestor Vera para homenageá-lo. Além disso, as cidades de Belo Horizonte, São Paulo e Itaquaquecetuba deram seu nome a logradouros dos respectivos municípios. 